# Ананьїно (Новокузнецький район)
Ана́ньїно (рос. Ананьино) — селище у складі Новокузнецького району Кемеровської області, Росія. Входить до складу Загорського сільського поселення.
Стара назва — Ананьїна.

## Населення
Населення — 38 осіб (2010; 77 у 2002).
Національний склад (станом на 2002 рік):
- росіяни — 100 %